# Fagonia scabra
Fagonia scabra là một loài thực vật có hoa trong họ Zygophyllaceae. Loài này được Forssk. miêu tả khoa học đầu tiên năm 1775.